# Gargântua e Pantagruel
A vida de Gargântua e de Pantagruel (original em francês: La vie de Gargantua et de Pantagruel) é uma pentalogia de romances escrita no século XVI por François Rabelais, que fala das aventuras de dois gigantes, Gargântua (pronúncia em português: [garˈgɐ̃.twɐ]; francês: [ɡaʁ.ɡɑ̃.ty.a]) e seu filho Pantagruel (pronúncia em português: [pɐ̃ˌtɑ.gruˈɛl]; francês: [pɑ̃.ta.ɡʁy.ɛl]). O texto é escrito em tom  humoroso, extravagante e satírico, e apresenta muita crueza, humor negro e violência (listas de insultos explícitos ou vulgares preenchem vários capítulos). Os censores da Universidade de Sorbonne tacharam a obra de obscena, e no clima social de opressão religiosa que prevalecia, era tratada com desconfiança, e seus contemporâneos evitavam mencioná-la. De acordo com Rabelais, a filosofia de seu gigante Pantagruel, o "pantagruelismo", se baseava numa "certa alegria de espírito, confeitada no desprezo pelas coisas fortuitas". (em francês: une certaine gaîté d'esprit confite dans le mépris des choses fortuites).
Rabelais estudara grego antigo e o aplicara na invenção de centenas de palavras novas na obra, algumas das quais tornaram-se parte da língua francesa. Trocadilhos e humor picante abundam em sua escrita.

## Publicação inicial
Embora edições diferentes dividam o texto em um número variável de tomos, o livro original é um único romance dividido em cinco volumes.
| Volume | Título abreviado               | Título completo | Título em português | Publicado em |
| ------ | ------------------------------ | --- | --- | ------------ |
| 1      | Pantagruel                     | Les horribles et épouvantables faits et prouesses du très renommé Pantagruel Roi des Dipsodes, fils du Grand Géant Gargantua | Os horríveis e apavorantes feitos e proezas do mui renomado Pantagruel, Rei dos Dipsodos, filho do Grande Gigante Gargântua | c. 1532      |
| 2      | Gargântua                      | La vie très horrifique du grand Gargantua, père de Pantagruel                                                                | A vida mui horrífica do grande Gargântua, pai de Pantagruel                                                                 | 1534         |
| 3      | O Terceiro Livro de Pantagruel | Le tiers livre des faicts et dicts héroïques du bon Pantagruel                                                               | O terceiro livro dos feitos e ditos heroicos do bom Pantagruel                                                              | 1546         |
| 4      | O Quarto Livro de Pantagruel   | Le quart livre des faicts et dicts héroïques du bon Pantagruel                                                               | O quarto livro dos feitos e ditos heroicos do bom Pantagruel                                                                | 1552         |
| 5      | O Quinto Livro de Pantagruel   | Le cinquiesme et dernier livre des faicts et dicts héroïques du bon Pantagruel                                               | O quinto e último livro dos feitos e ditos heroicos do bom Pantagruel                                                       | c. 1564      |

## Sinopse

### Pantagruel
O título completo da obra comumente conhecida pelo nome Pantagruel é "Os horríveis e apavorantes feitos e proezas do mui renomado Pantagruel, Rei dos Dipsodos, filho do Grande Gigante Gargântua" (em francês, "Les horribles et épouvantables faits et prouesses du très renommé Pantagruel Roi des Dipsodes, fils du Grand Géant Gargantua"). O título original da obra era "Pantagruel roy des dipsodes restitué à son naturel avec ses faictz et prouesses espoventables". Embora muitas edições modernas dos trabalhos de Rabelais ponham Pantagruel como o segundo volume da série, ele na verdade foi o primeiro a ser publicado, em cerca de 1532 sob o pseudônimo de "Alcofribas Nasier", um anagrama de François Rabelais. Pantagruel era a continuação de um livro anônimo intitulado As Grandes Crônicas do Grande e Enorme Gigante Gargântua (em francês, Les Grandes Chroniques du Grand et Enorme Géant Gargantua). Este texto inicial de Gargântua desfrutava de grande popularidade, apesar da sua estrutura fraca. Os gigantes de Rabelais não são descritos como tendo qualquer altura fixa, como nos dois primeiros livros de As Viagens de Gulliver, mas variam de tamanho de capítulo em capítulo para tornar possível uma série de imagens espantosas, como se fossem histórias inventadas. Por exemplo, num capítulo Pantagruel é capaz de caber numa sala de tribunal para defender uma causa, mas noutro o narrador reside na boca de Pantagruel por seis meses e descobre uma nação inteira vivendo ao redor de seus dentes.
No começo do livro, a esposa de Gargântua morre durante o parto de Pantagruel, que acaba por se tornar tão gigante e erudito quanto seu pai. Rabelais disponibiliza um catálogo dos seus itens de leitura, que consiste em sua maioria de livros com títulos engraçados e decisões proferidas em processos judiciais absurdos. "A maior parte do sétimo capítulo de Pantagruel consiste num catálogo de conclusão atribuído à Abadia de São Vítor", diz Bodemer em seu ensaio, "Rabelais e a Abadia de São Vítor revistos."  Ele torna-se amigo do festeiro piadista Panurgo e, junto a um grupo de amigos, eles embebedam um exército invasor de gigantes, incendiam seu acampamento, e afogam os sobreviventes em urina. Epistemão, decapitado na luta, se recupera quando Panurgo costura sua cabeça de volta no pescoço. Ele relata que as almas no inferno são mal pagas e trabalham em empregos ruins, mas que essa é a extensão máxima de seus tormentos. Outra batalha é ignorada pelo narrador, que estava ocupado explorando a civilização na boca de Pantagruel naquela hora.

### Gargântua

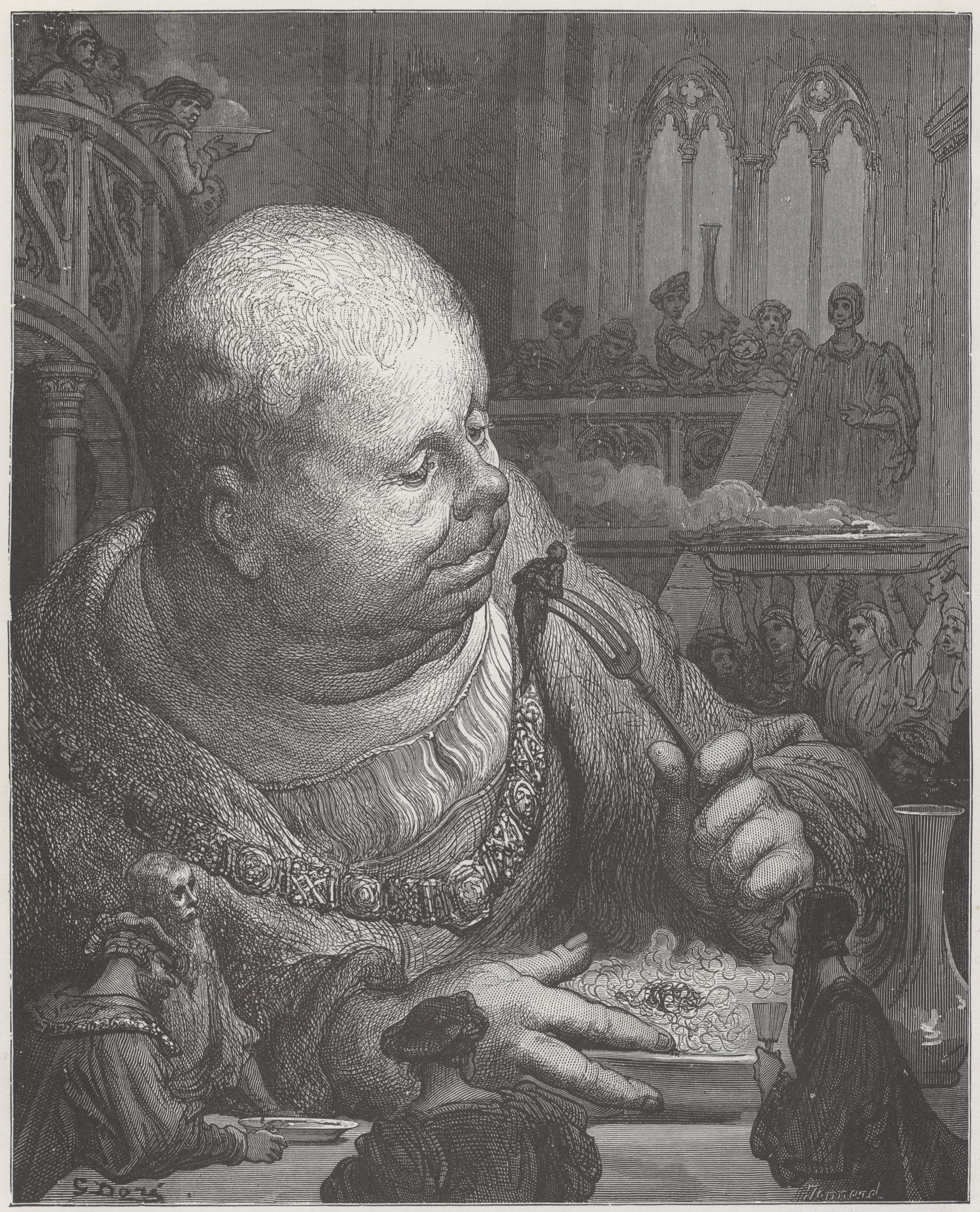
O gigante Gargântua, ilustração de Gustave Doré, 1873

Após o sucesso de Pantagruel, Rabelais revisou seu material original e produziu uma narrativa aprimorada da vida e feitos do pai de Pantagruel em "A vida mui horrífica do grande Gargântua, pai de Pantagruel" (em francês, "La vie très horrifique du grand Gargantua, père de Pantagruel"), mais conhecida pelo nome abreviado de Gargântua. Este volume começa com o nascimento miraculoso de Gargântua após uma gestação de onze meses. O parto é tão difícil que sua mãe ameaça castrar seu pai, o Sr. Grandgousier. O gigante Gargântua nasce pedindo cerveja, com uma ereção de várias jardas de comprimento, fato que proporciona muita diversão às suas aias em capítulos futuros. Depois de uma educação indiferente em casa, ele é enviado para Paris, onde as multidões o irritam tanto que ele afoga milhares de civis numa enchente de urina (os sobreviventes riem tanto que a cidade é renomeada "Par Ris"). Ele rouba os sinos de Santo Antônio, mas os devolve depois de um sofista fazer apelos ridiculamente egocêntricos para o seu regresso. Enquanto ele estuda diligentemente em Paris, os padeiros do vizinho Sr. Picrochole insultam os viticultores de Grandgousier, e consequentemente são atacados por eles. Um ataque maciço de retaliação contra as terras de Grandgousier finalmente é parado em Sevilha pelo impiedoso Frei João. Grandgousier clama pela paz, mas Picrochole rechaça suas tentativas. Gargântua e o Frei João reúnem as tropas e (depois de Gargântua quase engolir seis peregrinos que haviam caído acidentalmente em sua salada) vencem uma grande batalha, fazem Picrochole recuar para a sua cidade e o derrubam. Como recompensa, o Frei João recebe fundos para estabelecer a "anti-igreja" conhecida como a Abadia de Thelema, que se tornou uma das parábolas mais notáveis da filosofia ocidental. Pode ser considerada uma crítica às práticas educacionais da época, um clamor pela escolaridade gratuita, ou uma defesa de todos os tipos de noções sobre a natureza humana.

### O Terceiro Livro
Rabelais voltou à história do próprio Pantagruel nos três últimos livros. "O Terceiro Livro de Pantagruel" (em francês: "Le tiers-livre de Pantagruel"; original: "Le tiers livre des faicts et dicts héroïques du bon Pantagruel"), o estilo narrativo torna-se uma paródia do debate filosófico, onde o grosseiro Panurgo tem a última palavra. Ele sermona contra as restrições morais e a favor da dívida, mas aceita a oferta de Pantagruel de pagar todos os seus credores. Vendo-se financialmente estável pela primeira vez, Panurgo deixa sua braguilha de lado e procura conselhos sobre com quem deve se casar. Vários augúrios (abrir um livro de Virgílio numa página aleatória, induzir um sonho profético por meio de jejum) e conselheiros (uma Sibila de Panzoust, o mudo Nariz-de-Cabra, o velho poeta Raminagrobis, Frei João, um grupo de sábios doutores e advogados e um tolo) todos concordam que, se ele se casar, sua esposa irá traí-lo, bater nele e roubá-lo; mas ele interpreta suas profecias numa luz mais favorável. Num breve interlúdio, Pantagruel defende o juiz Brindlegoose, que tem pronunciado sentenças baseando-se no lançar de dados por 40 anos, com o argumento de que ele é um velho idiota e que portanto é favorecido pela Fortuna. Como uma última tentativa de resolver a questão do casamento, Pantagruel e Panurgo fazem uma viagem pelos mares para consultar o Oráculo de Bacbuc (a "garrafa divina"). Seu navio está bem provido da erva fálica conhecida como Pantagruelião, à qual Rabelais dá uma história natural irreverente.

### O Quarto Livro
A viagem continua em "O Quarto Livro de Pantagruel" (em francês, "Le quart-livre de Pantagruel"; original: "Le quart livre des faicts et dicts héroïques du bon Pantagruel"). O livro pode ser visto como uma releitura cômica da Odisseia, ou da história de Jasão e os Argonautas. N'O Quarto Livro, talvez o mais satírico, Rabelais critica o que entende como a arrogância e opulência da Igreja Católica, das figuras políticas da época e superstições populares, e ele aborda várias questões religiosas, políticas , linguísticas e filosóficas.
O grupo vai à Ásia Oriental e compra muitos animais exóticos. Panurgo briga com o comerciante de ovelhas Dingdong, e vinga-se dele afogando a ele e seu rebanho. Eles passam pelas ilhas dos Meirinhos, cujos camponeses cobram para os outros baterem neles. Durante uma terrível tempestade, Panurgo está paralisado de medo, mas finge bravura depois. Após matarem um monstro marinho e serem informados da morte do gigante Quaresma, eles chegam à Ilha Selvagem, cujos habitantes homens-salsichas confundem Pantagruel com seu inimigo Quaresma, e o atacam. A batalha é interrompida por um porco divino voador, que defeca mostarda no campo de batalha. Eles vão à Ilha do Vento, cujo povo se alimenta de ar, a uma terra estéril onde um camponês e sua esposa enganam o diabo, e à arrogantemente católica Papimania, onde o povo venera o Papa e seus decretos. Após passarem por uma nuvem de palavras e sons congelados, chegam a uma ilha que venera Gáster, o deus da comida. O livro termina quando Pantagruel dispara uma saudação na ilha das Musas, e Panurgo se borra de susto por causa do som, e de medo do "gato célebre Rodilardo".

### O Quinto Livro
"O Quinto Livro de Pantagruel" (em francês, "Le cinquième livre de Pantagruel"; original: "Le cinquième et dernier livre des faicts et dicts héroïques du bon Pantagruel") foi publicado postumamente cerca de 1564 e narra as novas jornadas de Pantagruel e seus amigos. Numa ilha, o grupo encontra pássaros vivendo na mesma hierarquia da Igreja Católica. Noutra, o povo é tão obeso que costumeiramente se corta a pele para fazer com que a gordura vaze. Na próxima ilha, eles são aprisionados pelos temíveis Gatos-Forrados, e só são capazes de escapar respondendo a uma charada. Mais além, encontram uma ilha de advogados que se alimentam de processos judiciais prolongados. No Reino dos Chorões, eles sem saber assistem a uma partida de xadrez com peças humanas ao lado da milagreira e prolixa Rainha Quintessência. Passando pela abadia das sexualmente prolíficas Semicolcheias, pelos elefantes e pela Ilha de Cetim, eles chegam aos domínios da escuridão. Conduzidos por um guia da Terra das Lanternas, eles vão pelas profundezas da terra até o Oráculo de Bacbuc. Depois de muito admirar a arquitetura e as muitas cerimônias religiosas, eles chegam à própria garrafa sagrada. Ela profere uma única palavra: "bebei". Após beber o texto líquido de um livro de interpretação, Panurgo conclui que o vinho lhe inspira à ação correta, e imediatamente promete se casar tão rapidamente e tão frequentemente quanto possível.
Embora algumas partes do livro 5 sejam verdadeiramente dignas de Rabelais, a atribuição do último volume a ele é discutível. O livro cinco só foi publicado nove anos após a morte de Rabelais e inclui muito material que é claramente emprestado (como de Luciano: História verdadeira; e de Francesco Colonna: Sonho de Polífilo) ou de menor qualidade que os livros anteriores. Nas notas à sua tradução de Gargântua e Pantagruel, Donald M. Frame propõe que o livro 5 pode ter sido formado a partir de material inacabado que uma editora mais tarde teria remendado num livro. Esta interpretação foi comprovada principalmente por Mireille Huchon em "Rabelais Grammairien", o primeiro livro a fornecer uma análise gramatical rigorosa do assunto.

## Temas
Pantagruel e Gargântua não são ogros cruéis, mas sim gigantes bondosos e glutões. Este gigantismo lhes permite descrever cenas de festas burlescas. A infinita gula dos gigantes abre as portas a numerosos episódios cômicos. Assim, por exemplo, o primeiro grito de Gargântua ao nascer é: "A beber, a beber!". O recurso aos gigantes permite também alterar a percepção normal da realidade; sob esta ótica, a obra de Rabelais se escreve no estilo grotesco, que pertence à cultura popular e carnavalesca.
As últimas intenções de Rabelais são enigmáticas. No "Aviso ao leitor" de Gargântua, diz querer antes de tudo fazer rir. Depois, no "Prólogo", com uma comparação aos silenos de Sócrates, sugere uma intenção séria e um sentido mais profundo oculto atrás do aspecto grotesco e fantástico. Na segunda metade do prólogo, porém, critica os comentaristas que buscam sentidos ocultos nas obras. Conclui-se que Rabelais quer deixar o leitor perplexo e procura a ambiguidade para perturbá-lo.

## Análise de Bakhtin
Mikhail Bakhtin, em seu livro Rabelais e seu mundo, explora Gargântua e Pantagruel e é considerado um clássico dos estudos renascentistas. Bakhtin dizia que, por séculos, o livro de Rabelais fora mal-interpretado. Ao longo do livro, Bakhtin tenta fazer duas coisas: primeiro, recuperar seções de Gargântua e Pantagruel que no passado teriam sido ignoradas ou reprimidas; e, em segundo, fazer uma análise da estrutura social da Renascença com o objetivo de encontrar o equilíbrio entre a linguagem que era permitida e a que não era. Por meio desta análise, Bakhtin aponta dois subtextos na obra: o primeiro é a  "cultura de carnaval", que Bakhtin descreve como uma instituição social, e o segundo é o realismo grotesco, que é definido como um modo literário. Assim, em Rabelais e seu mundo, Bakhtin estuda a interação entre o social e o literário, assim como o significado do corpo.
Bakhtin explica que carnaval na época de Rabelais é associado com a coletividade; pois aqueles que comparecem a um carnaval não constituem apenas uma multidão mas são vistos como um todo, organizados numa forma que desafia a organização sócio-político-econômica. De acordo com Bakhtin, "Todos eram considerados iguais durante o carnaval. Aqui, na praça principal da cidade, uma forma especial de contato livre e familiar reinava entre pessoas costumeiramente divididas pelas barreiras da casta, propriedade, profissão e idade". No carnaval, o sentido único do tempo e espaço faz com que o indivíduo se sinta parte de um coletivo, a tal ponto de deixar de ser ele mesmo. É nesse ponto que, por uso da fantasia e máscara, um indivíduo troca de corpo e se renova. Ao mesmo tempo, surge uma consciência ampliada da unidade e comunidade sensual, material e corporal do grupo.
Bakhtin também diz que em Rabelais a noção do carnaval está conectada à do grotesco. A coletividade que participa do carnaval está consciente de sua unidade no tempo assim como de sua imortalidade histórica associada à sua morte e renovação contínua. De acordo com Bakhtin, o corpo precisa de um tipo de relógio para ficar ciente de sua atemporalidade. O grotesco é o termo usado por Bakhtin para descrever a ênfase das mudanças corporais pelo ato da alimentação, evacuação e sexo: é utilizado como instrumento de medida.

## Ilustrações
As ilustrações mais famosas e reproduzidas de Gargântua e Pantagruel foram feitas pelo artista francês Gustave Doré e publicadas em 1854.  Várias delas aparecem neste artigo. Mais de 400 desenhos adicionais foram feitos por Doré para a segunda edição (1873) do livro. Uma edição publicada em 1904 foi ilustrada por W. Heath Robinson. Outro conjunto de ilustrações foi feito pelo artista francês Joseph Hémard e publicado em 1922.

## Influência cultural
O adjetivo "pantagruélico" deriva-se de Pantagruel, relativo a refeições fartas em alegre companhia; típica é a expressão "banquete pantagruélico" ou "almoço pantagruélico". Similarmente de Gargântua deriva "gargantuano", que significa enorme, insaciável, e que por sua vez deriva do substantivo garganta.
Rabelais, ao capítulo 51 do terceiro livro de Pantagruel, atribui a descoberta da cannabis a Pantagruel, derivando-lhe o nome Pantagruelião.
São apelidadas de "Dedo de Gargântua", do nome do gigante inventado por Rabelais, duas formações geológicas:
- A morena lateral da geleira da bacia do morro de Pila (Gressan), na área da microbacia do córrego Gressan no Vale de Aosta, onde hoje existe a reserva natural Côte-de-Gargantua;
- O menir do Fort-la-Latte, na Bretanha.

É chamado Gargântua também o buraco negro do filme Interstellar, em torno do qual se desenrola boa parte dos eventos narrativos.